# Mercedes-Benz V-Клас
Mercedes-Benz V-Клас — мінівени, які випускає компанія Mercedes-Benz з 1997 року.

## W638 (1997—2003)

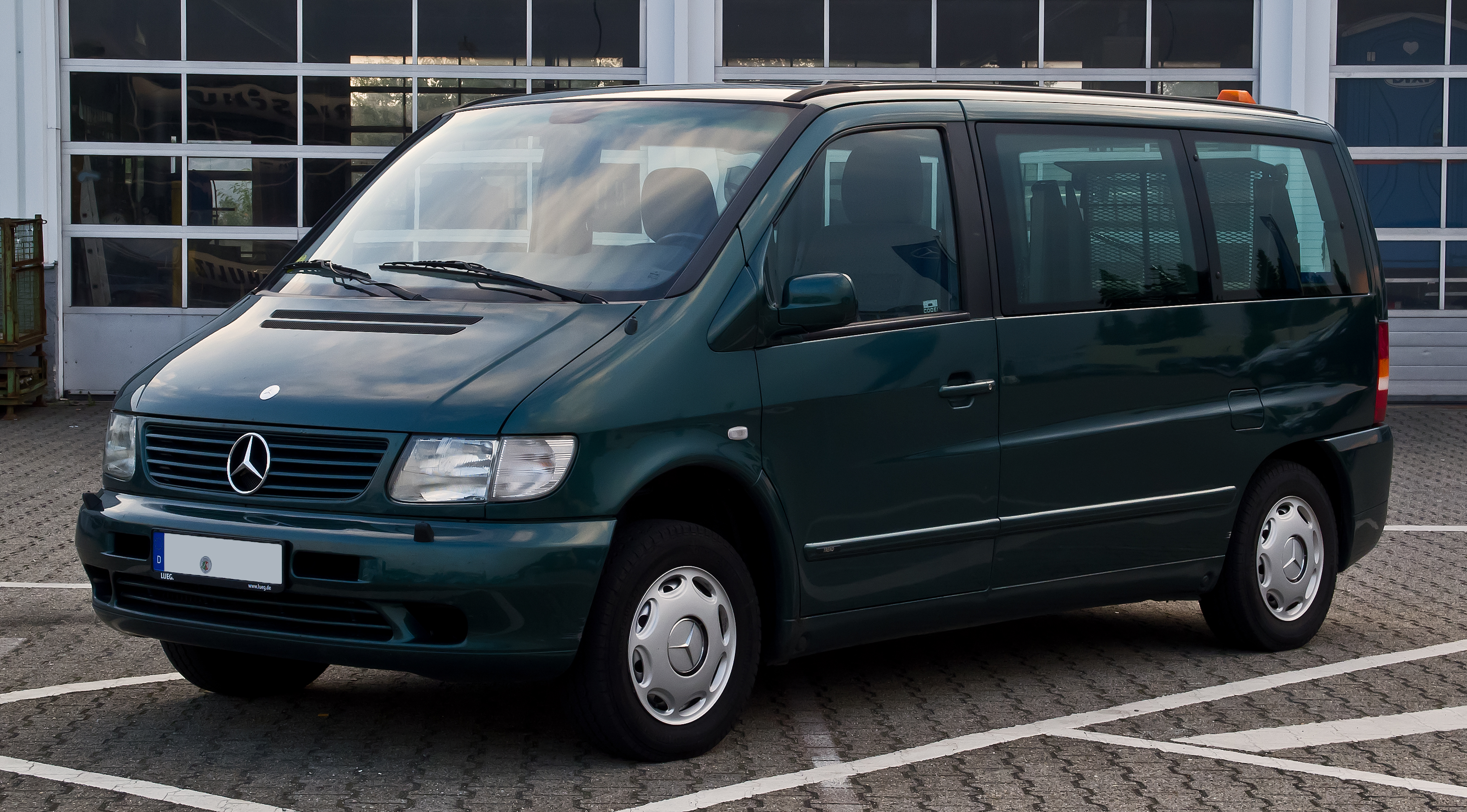
Mercedes-Benz V220 CDI Trend (W638)

У 1996 році на Женевському автосалоні вперше було показано універсал підвищеної місткості від Mercedes-Benz, що виник на базі вантажівки Vito і названий V-клас. Для більшого комфорту пневматичні елементи замінили виті пружини в задній підвісці, була поліпшена шумоізоляція та оздоблення салону, трохи змінена зовнішність за рахунок навісних деталей. У результаті вийшов автомобіль, що зберіг місткість комерційного фургона, але з більш високим рівнем комфорту. Мінівен надійшов у продаж в 1997 році.

### Двигуни

#### Бензинові
| Модель | Тип        | Об'єм    | Циліндри/Клапани | Потужність при об/хв     | Крутний мемент при об/хв | Роки випуску |
| ------ | ---------- | -------- | ---------------- | ------------------------ | ------------------------ | ------------ |
| V 200  | M 111 E 20 | 1998 см³ | R4/16            | 95 кВт (129 к. с.)/5100  | 186 Н·м /3600—4500       | 1997—2003    |
| V 230  | M 111 E 23 | 2295 см³ | R4/16            | 105 кВт (143 к. с.)/5000 | 215 Н·м/3500—4500        | 1997—2003    |
| V 280  | VR6 від VW | 2792 см³ | VR6/12           | 128 кВт (174 к. с.)/6000 | 237 Н·м/2800—3200        | 1997—2003    |

#### Дизельні
| Модель    | Тип                 | Об'єм    | Циліндри/Клапани | Потужність при об/хв    | Крутний момент при об/хв | Роки випуску |
| --------- | ------------------- | -------- | ---------------- | ----------------------- | ------------------------ | ------------ |
| V 230 TD  | OM 601 D 23 LA      | 2299 см³ | R4/8             | 72 кВт (98 к. с.)/3800  | 230 Н·м/1700—2400        | 1996—1999    |
| V 200 CDI | OM 611 DE 22 LA red | 2151 см³ | R4/16            | 75 кВт (102 к. с.)/3800 | 250 Н·м/1600—2400        | 1999—2003    |
| V 220 CDI | OM 611 DE 22 LA     | 2151 см³ | R4/16            | 90 кВт (122 к. с.)/3800 | 300 Н·м/1800—2500        | 1999—2003    |

## W447 (з 2014— донині)

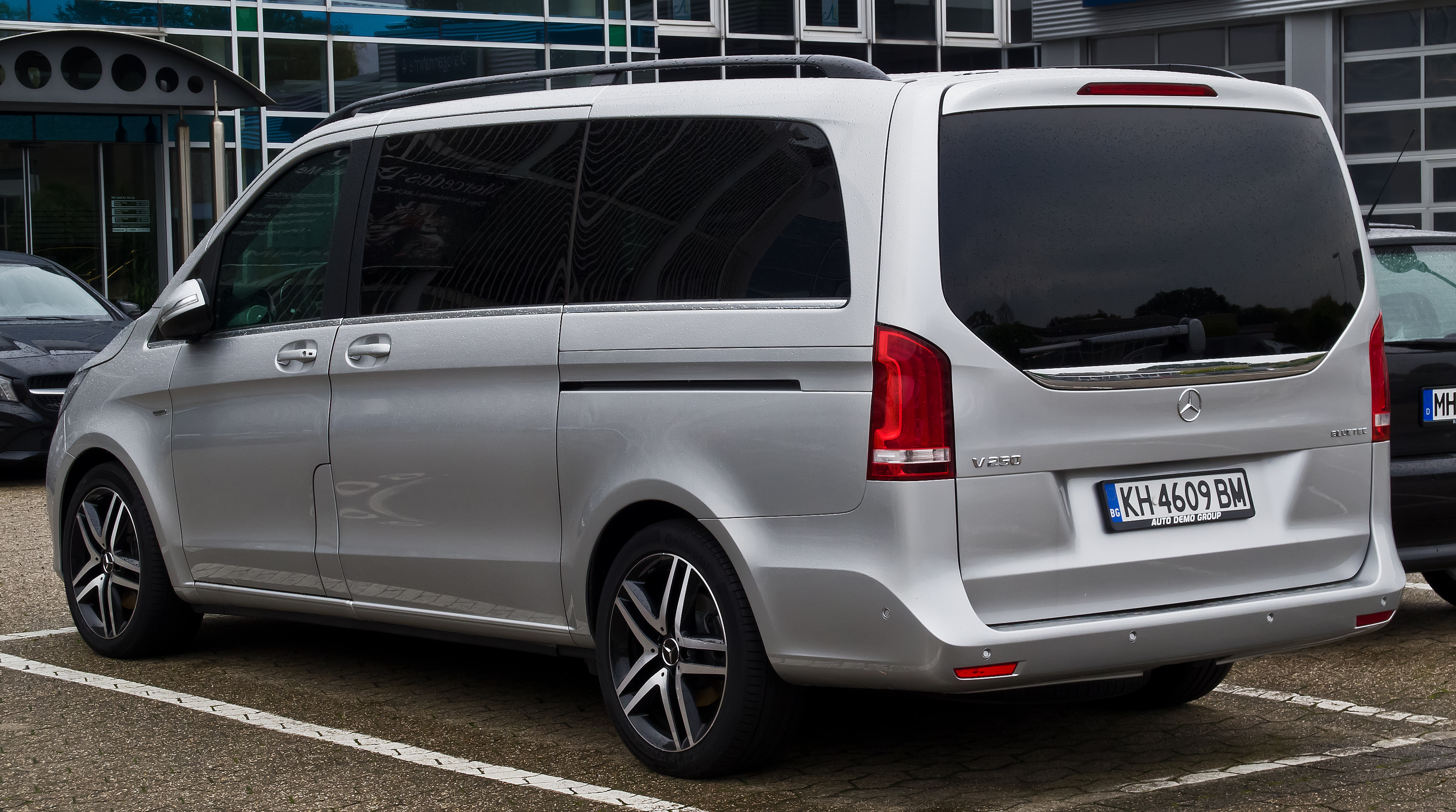
Mercedes-Benz V250 Bluetec (2014–2019; W447)

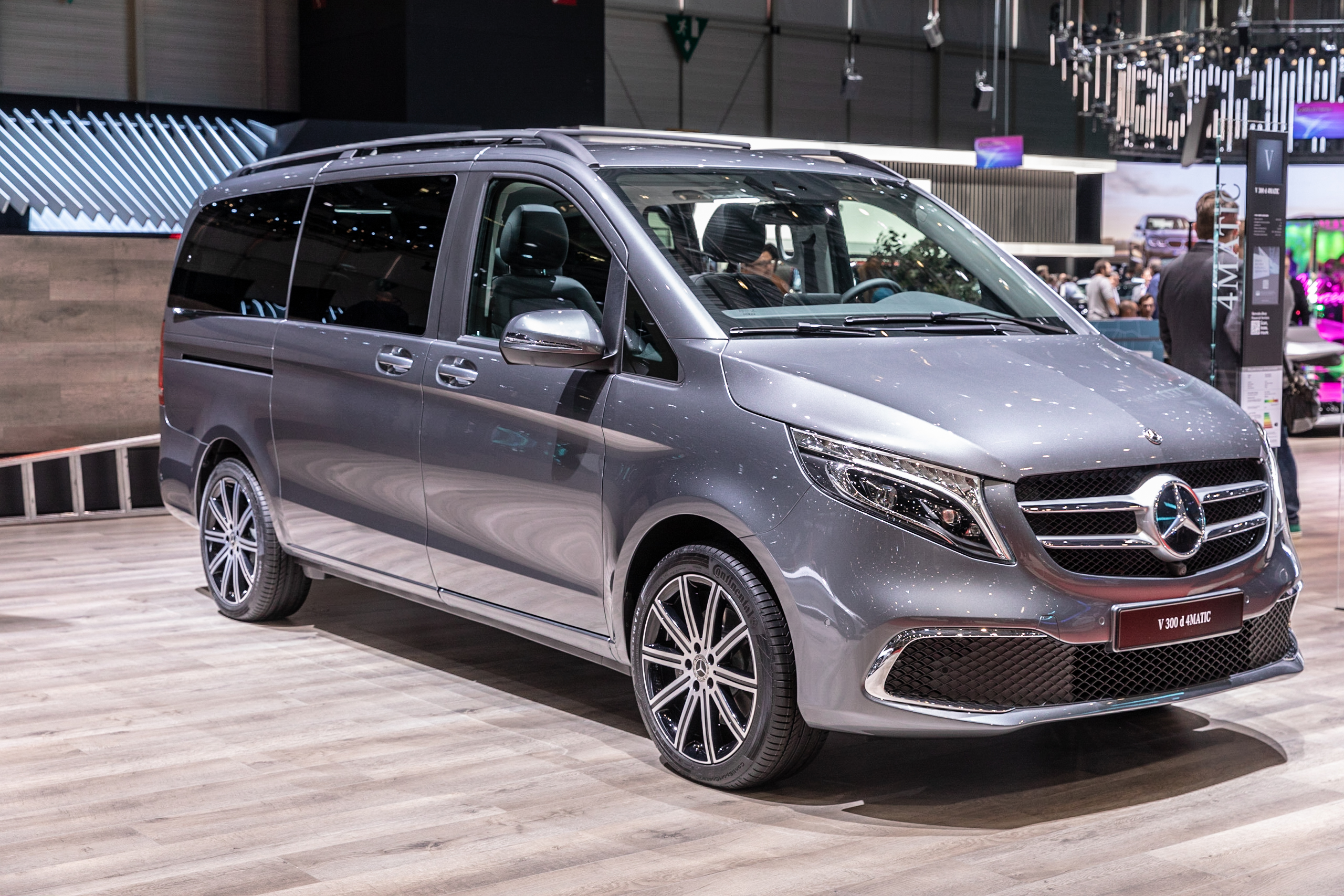
Mercedes-Benz V300d 4MATIC (2019–2023; W447)

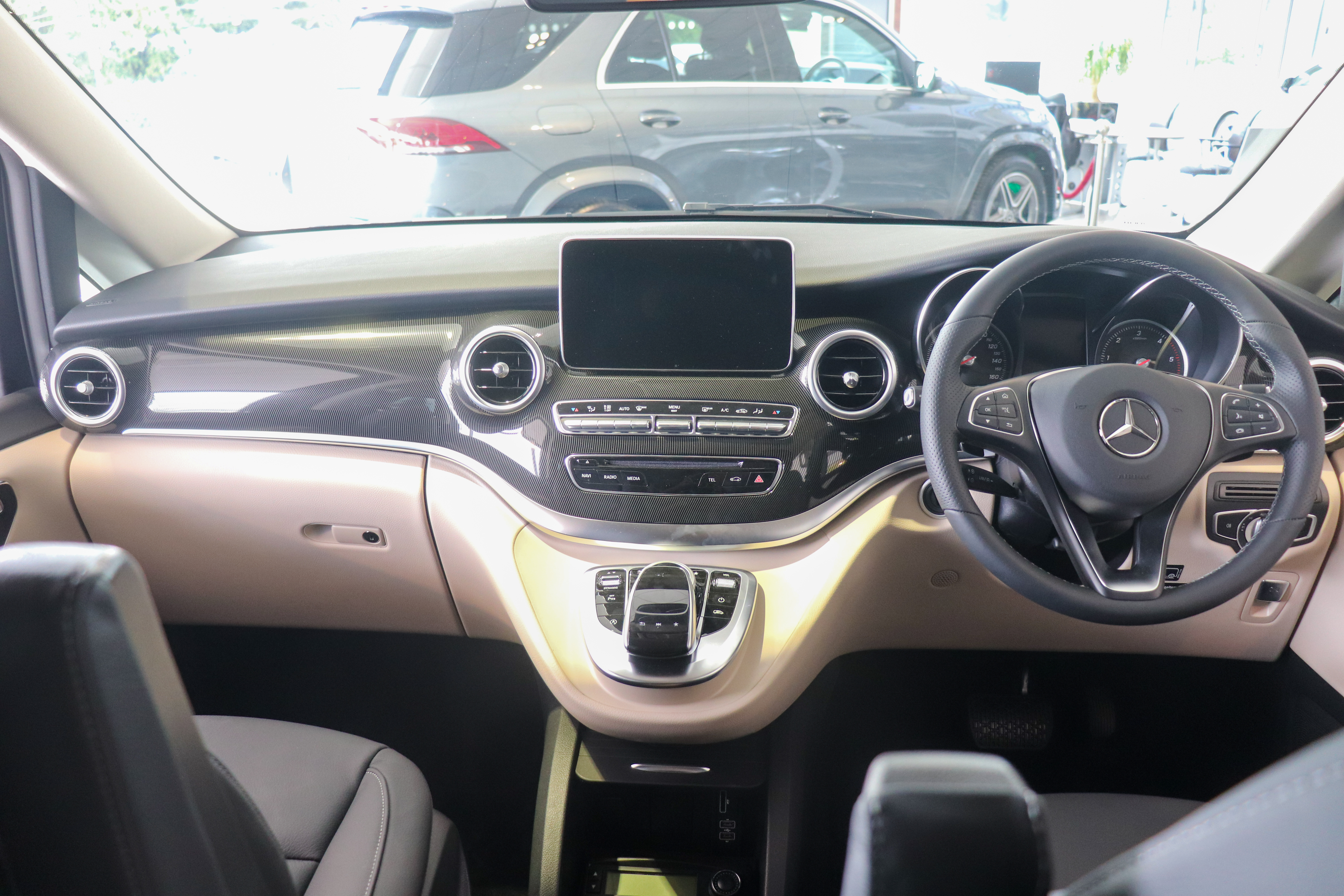

На Женевському автосалоні в березні 2014 року дебютував Mercedes-Benz V-класу із заводським індексом W447, який замінив Mercedes-Benz Viano. Зображення нового Mercedes-Benz V-класу вперше з'явились в кінці січня 2014 року. Пізніше з'явиться третє покоління вантажного фургона Mercedes-Benz Vito. Автомобілі доступні з двома колісними базами на вибір (3200—3430 мм), а довжина машини може становити 4895, 5140 чи 5370 мм.

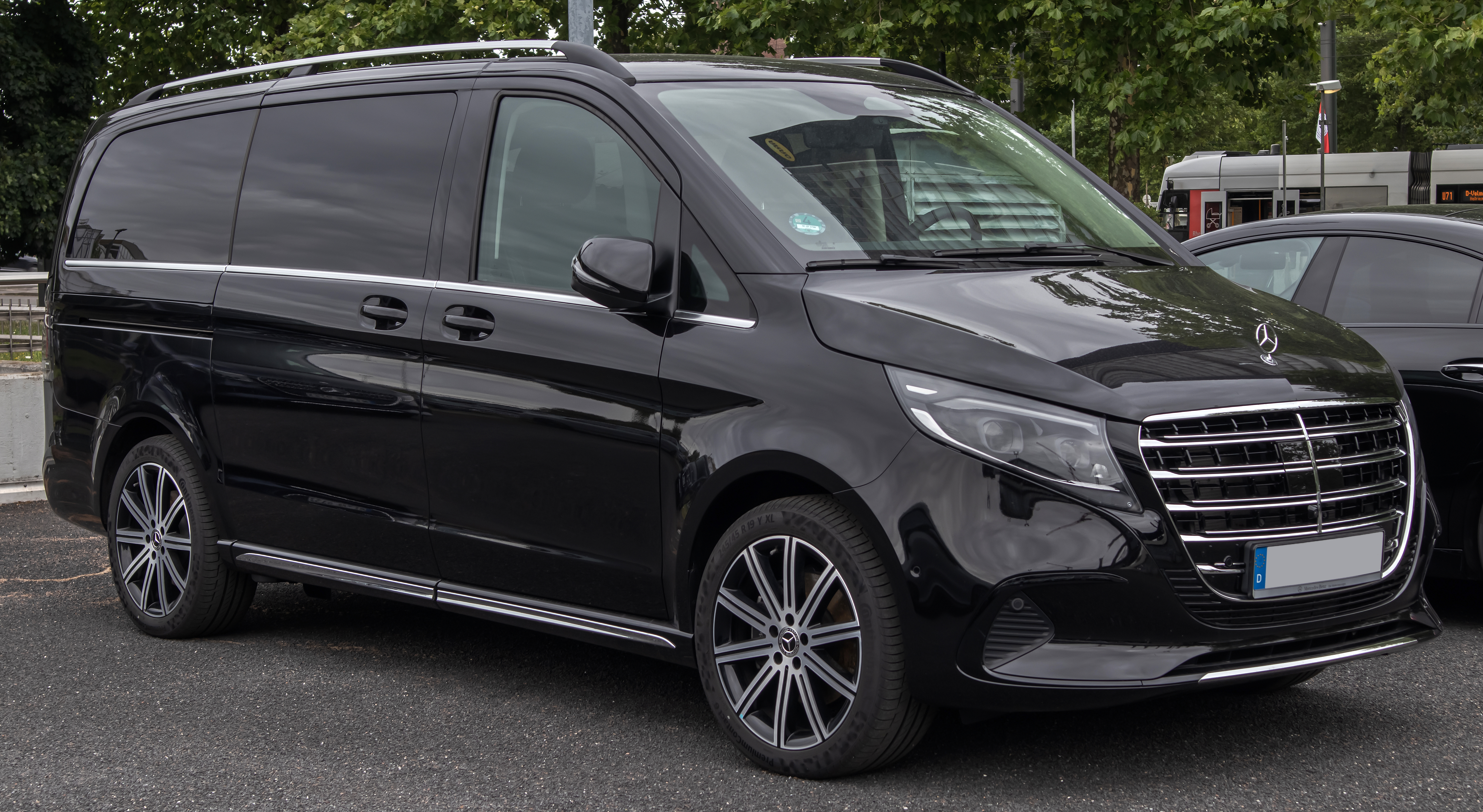
Mercedes-Benz V300d 4MATIC (з 2023)

Стандартне обладнання для автомобілів Mercedes-Benz V-Class 2016 року включає в себе: електричні розсувні двері, автоматичні задні двері, шкіряний салон і круїз-контроль. У комплектаціях Sport будуть доступні: світлодіодні фари, спортивний екстер'єр, штучна шкіра панелі приладів, шкіряна оббивка для сидінь Nappa. Для особливих запитів передбачена лінія виконання AVANTGARDE з системою адаптивних світлодіодних фар Intelligent Light System, яку отримує автомобіль вже при базовому оснащенні. Список позитивних сторін продовжує надзвичайно хороша аудіосистема Burmester із 15 динаміками, яка надихне навіть самих «розбещених» поціновувачів якісного звуку, 8,0-дюймовий медіаекран з Bluetooth, двома портами USB і слотом для SD-карти, точка доступу точки Wi-Fi, супутниковою навігацією з 3D ілюстрацією.
В 2019 року дебютував онолений V-Клас (447), з новою передньою частиною і зміненим оснащенням.
В липні 2023 року дебютував вдруге онолений V-Клас (447), з новою передньою частиною, зміненим салоном і оснащенням.

### EQV (2020— донині)

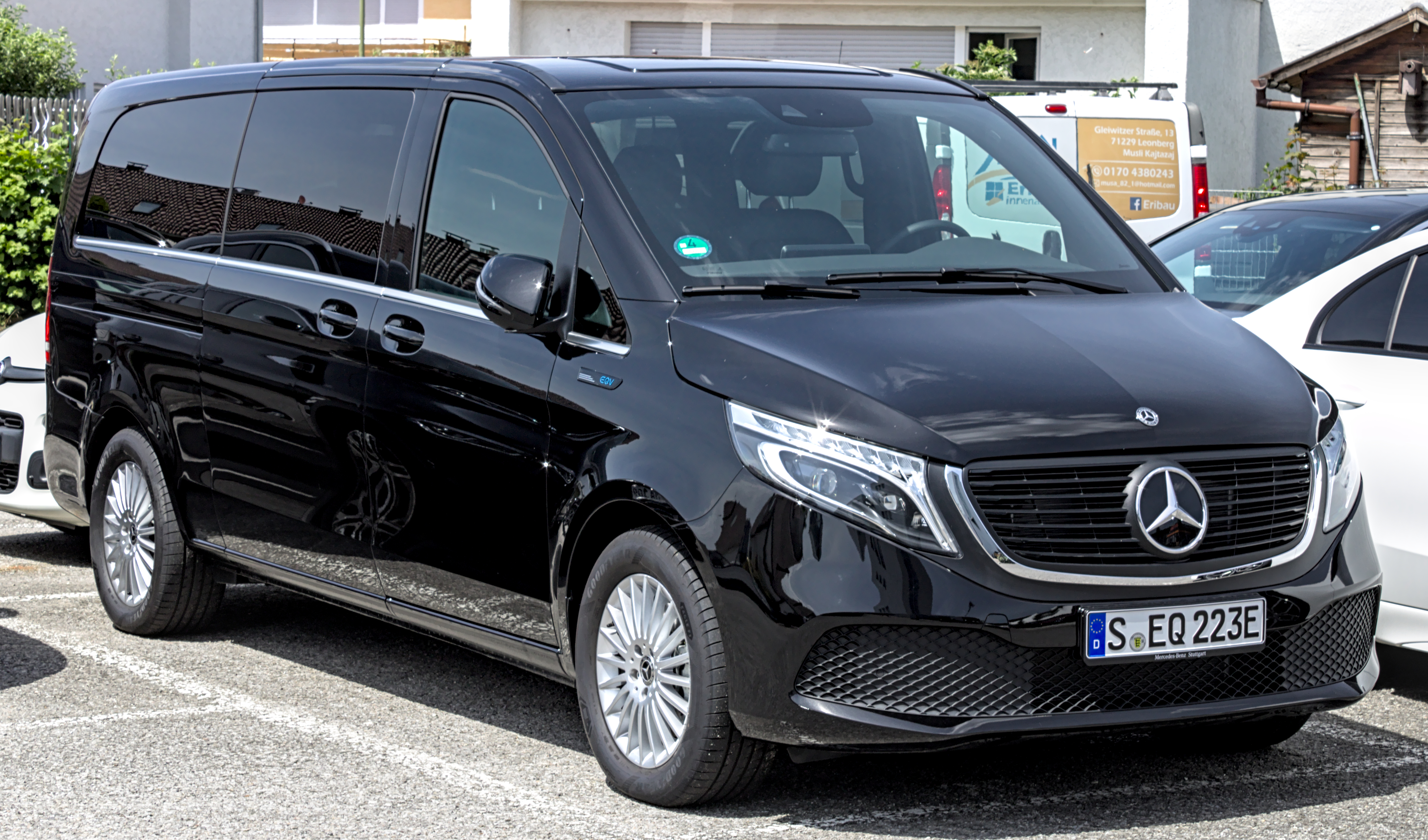
Mercedes-Benz EQV 300

Mercedes EQV був представлений на Франкфуртському автосалоні і раніше розглядалася як концепція на Женевському автосалоні. Це мінівен (MPV), який випускають з 2020 року.
Mercedes EQV базується на V-класі та має однакові розміри колісної бази. Це автомобіль місткістю до восьми місць (з додатковими сидіннями) і має до 1020 літрів вантажного місця в багажному відділенні.
Акумулятор на 90 кВт·год встановлений на підлозі та має розрахунковий діапазон WLTP 405 км на одній зарядці.

### Двигуни
| V-Клас        | V-Клас          | V-Клас   | V-Клас   | V-Клас                 | V-Клас       |
| Модель        | Тип             | Об'єм    | Циліндри | Потужність (кВт/к. с.) | Роки випуску |
| ------------- | --------------- | -------- | -------- | ---------------------- | ------------ |
| V 200 CDI     | OM 651 DE 22 LA | 2143 см³ | 4        | 100/136                | з 2014       |
| V 220 CDI     | OM 651 DE 22 LA | 2143 см³ | 4        | 120/163                | з 2014       |
| V 250 BlueTEC | OM 651 DE 22 LA | 2143 см³ | 4        | 140/190                | з 2014       |